# Squalius irideus
Squalius irideus là một loài cá vây tia thuộc họ Cyprinidae. Some include it ở Ghizáni (L. ghigii).
Loài này chỉ có ở Thổ Nhĩ Kỳ.